# Lud (rivière)
Pour les articles homonymes, voir Lud (homonymie).
La rivière Lud  (anglais : Lud River) est un cours d’eau du district et de la région de Nelson dans le nord de l’Île du Sud de la Nouvelle-Zélande et un affluent gauche du fleuve Wakapuaka.

## Géographie
Elle s’écoule vers le nord à partir d’une crête située à 10 km à l’est du centre-ville de Nelson, atteignant le fleuve Wakapuaka tout près de la dernière chute avant la baie Delaware (en), une indentation de la berge est de la Baie de Tasman.